# ويل ميلر (مجدف)
ويل ميلر (بالإنجليزية: Will Miller)‏ هو مجدف أمريكي، ولد في 13 يونيو 1984 في بوسطن في الولايات المتحدة.

## وصلات خارجية
- ويل ميلر على موقع الاتحاد الدولي للتجديف (الإنجليزية)
- ويل ميلر على موقع اللجنة الأولمبية الدولية (الإنجليزية)
- ويل ميلر على موقع أوليمبيديا (الإنجليزية)